# 胡集镇 (沭阳县)
胡集镇，是中华人民共和国江苏省宿迁市沭阳县下辖的一个乡镇级行政单位。

## 行政区划
胡集镇下辖以下地区：
胡集社区、胡北社区、胡南社区、胡西社区、胡东社区、华集社区、刘河村、新集村、新北村、三新村、华光村、大徐村、华长村、梁井村、黄庄村和德胜村。

## 交通
- 新长铁路：十湖站